# 대한민국의 대성당 목록
이 목록은 대한민국의 대성당의 정리한 것이다. 

## 로마 가톨릭 교회

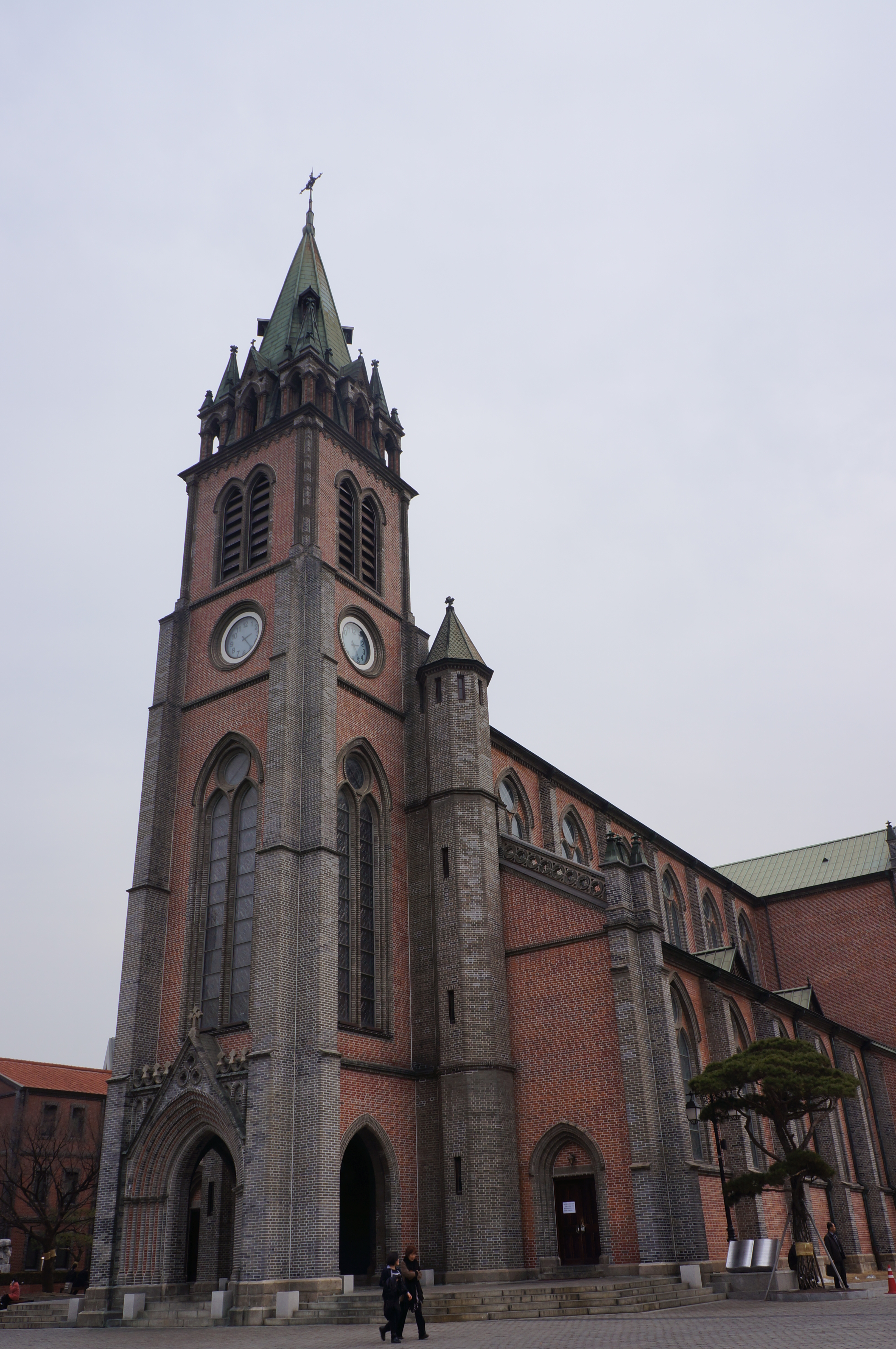
명동성당

### ㄱ ~ ㅅ
- 가실성당
- 계산성당
- 공세리성당
- 국군중앙성당
- 금사리성당
- 남천성당
- 내덕동성당
- 노안성당
- 답동성당
- 동문동성당
- 명동성당
- 목성동성당
- 문산성당
- 범어대성당
- 북동성당
- 성내동성당
- 소양로성당

### ㅇ ~ ㅎ
- 양덕성당
- 언양성당
- 예산성당
- 옥봉동성당
- 옥천성당
- 용소막성당
- 원동성당
- 의정부성당
- 임당동성당
- 임동성당
- 정자동성당
- 조원동성당
- 죽림동성당
- 중앙성당
- 중앙성당
- 풍수원성당
- 합덕성당
- 행주성당
- 혜화동성당
- 홍천성당
- 횡성성당

## 성공회
- 서울주교좌대성당
- 부산주교좌대성당
- 강화성당
- 내동성당
- 수동성당
- 온수리성당
- 진천성당

## 이스턴 정교회
- 정교회 성 니콜라스 대성당

## 같이 보기
- 한국의 로마 가톨릭교회
- 한국의 로마 가톨릭 교구 목록